# Garčin
Pour les articles homonymes, voir Garcin.
Garčin est un village et une municipalité située dans le comitat de Brod-Posavina, en Croatie. Au recensement de 2001, la municipalité comptait 5 586 habitants, dont 90,24 % de Croates et 7,25 % de Serbes ; le village seul comptait 1 039 habitants.

## Localités
La municipalité de Garčin compte 9 localités :
| - Bicko Selo - Garčin - Klokočevik - Sapci - Selna | - Trnjani - Šušnjevci - Vrhovina - Zadubravlje |